# Erzbistum Belém do Pará

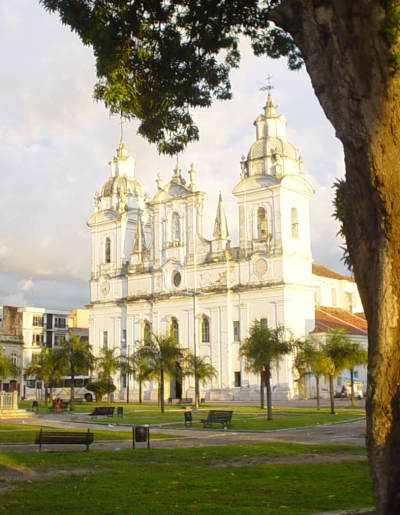
Catedral Metropolitana Nossa Senhora das Graças in Belém

Das Erzbistum Belém do Pará (lat.: Archidioecesis Belemensis de Pará) ist eine in Brasilien gelegene römisch-katholische Erzdiözese mit Sitz in Belém im Bundesstaat Pará.

## Geschichte
Das Bistum Belém do Pará wurde am 4. März 1720 durch Papst Clemens XI. mit der Päpstlichen Bulle Copiosus in Misericordia aus Gebietsabtretungen des Bistums São Luís do Maranhão errichtet und dem Erzbistum São Salvador da Bahia als Suffraganbistum unterstellt. Am 1. Mai 1906 wurde das Bistum Belém do Pará durch Papst Pius X. mit der Päpstlichen Bulle Sempiternum humani generis zum Erzbistum erhoben. Das Erzbistum gab in seiner Geschichte mehrmals Teile seines Territoriums zur Gründung neuer Bistümer ab.

## Bischöfe

### Bischöfe von Belém do Pará
- Bartolomeu do Pilar OCarm, 1720–1733
- Guilherme de São José Antonio de Aranha, 1738–1748
- Miguel de Bulhões e Souza OP, 1748–1760, dann Bischof von Leiria
- João de São José de Queiroz da Silveira OSB, 1760–1763
- João Evangelista Pereira da Silva TOR, 1771–1782
- Caetano da Anunciação Brandão TOR, 1782–1790, dann Erzbischof von Braga
- Manuel de Almeida de Carvalho, 1790–1818
- Romualdo de Souza Coelho, 1820–1841
- José Affonso de Moraes Torres CM, 1844–1857
- Antônio de Macedo Costa, 1860–1890, dann Erzbischof von São Salvador da Bahia
- Jerônimo Tomé da Silva, 1890–1893, dann Erzbischof von São Salvador da Bahia
- Antônio Manoel de Castilho Brandão, 1894–1901, dann Bischof von Alagôas
- Francisco do Rego Maia, 1901–1906
- José Marcondes Homem de Melo, 1906

### Erzbischöfe von Belém do Pará
- José Marcondes Homem de Melo, 1906
- Santino Maria da Silva Coutinho, 1906–1923, dann Erzbischof von Maceió
- João Irineu Joffily, 1924–1931
- Antônio de Almeida Lustosa SDB, 1931–1941, dann Erzbischof von Fortaleza
- Jaime de Barros Câmara, 1941–1943, dann Erzbischof von São Sebastião do Rio de Janeiro
- Mário de Miranda Vilas-Boas, 1944–1956, dann Koadjutorerzbischof von São Salvador da Bahia
- Alberto Gaudêncio Ramos, 1957–1990
- Vicente Joaquim Zico CM, 1990–2004
- Orani Tempesta OCist, 2004–2009
- Alberto Taveira Corrêa, 2009–2025
- Júlio Endi Akamine SAC, seit 2025